# کونال کاپور
کونال کاپور (هندی: कुणाल कपूर؛ زادهٔ ۱۸ اکتبر ۱۹۷۷) هنرپیشه اهل کشور هند است. این هنرمند که اصالت پنجابی دارد از سال ۲۰۰۵ میلادی تاکنون مشغول فعالیت بوده‌است.
از فیلم‌هایی که وی در آن نقش داشته است می‌توان به دان۲: تعقیب ادامه می‌یابد اشاره کرد.

## فیلم‌شناسی
فهرست برخی از فیلم‌هایی که کونال کاپور در آن‌ها به ایفای نقش پرداخته است:
- دان۲: تعقیب ادامه می‌یابد
- زعفرانی رنگش کن
- لحظه
- زیبارویان فرار کنید
- هت‌تریک
- بیا برقصیم
- طلا
- میناکسی
- زندگی عزیز